# Koperniki

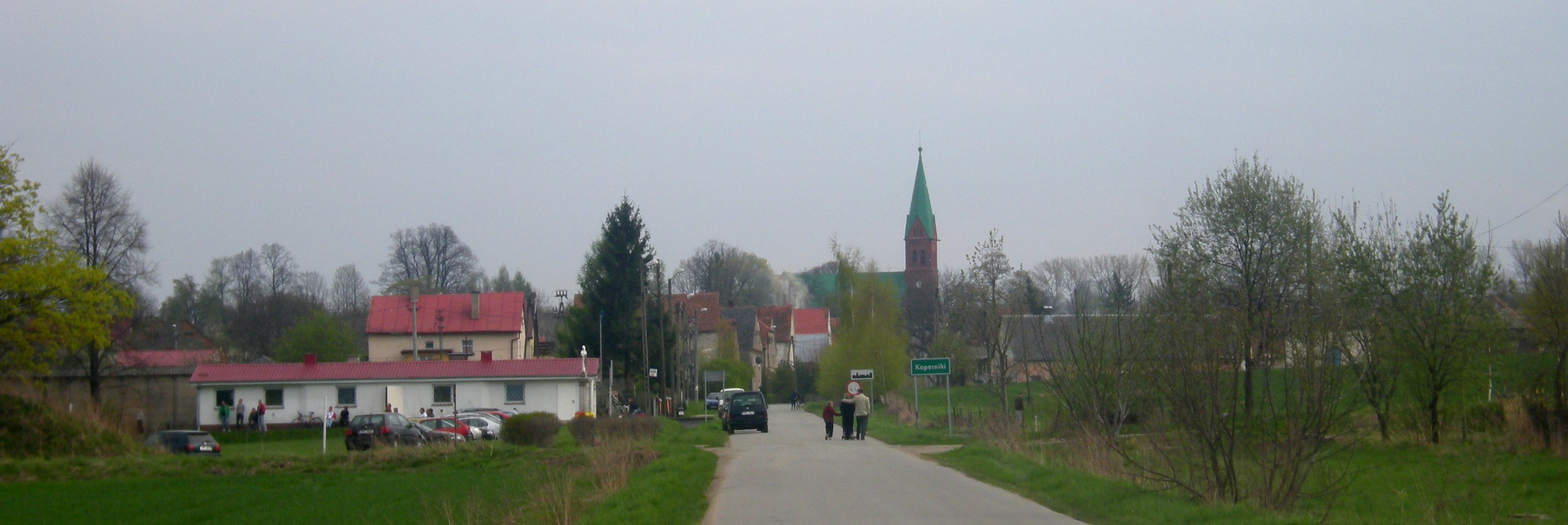
Widok na Koperniki od strony Siestrzechowic

Koperniki (niem. Köppernig, Köppernigk, Köppernick) – wieś w Polsce położona w województwie opolskim, w powiecie nyskim, w gminie Nysa.

## Nazwa
Polską nazwę Kopernik oraz niemiecką Köppernig wymienia w 1896 roku śląski pisarz Konstanty Damrot w książce o nazewnictwie miejscowym na Śląsku. Damrot w swojej książce wymienia również starsze nazwy z łacińskich dokumentów z roku 1284 Copirnik i z roku 1289 Copernik. Słownik geograficzny Królestwa Polskiego wydany pod koniec wieku XIX nie podaje nazwy polskiej, a jedynie zlatynizowaną nazwę miejscowości z 1369 roku Koppirnik oraz niemiecką Köppernig.

## Historia
Wieś wzmiankowana w 1272, wywodzą się stąd przodkowie Mikołaja Kopernika, którzy przez Kraków wywędrowali do Torunia. W czasie obchodów 500 lecia urodzin Kopernika jego imię nadano miejscowej szkole, a w centrum wsi ustawiono pomnik.
Po 1945 przesiedlono tutaj mieszkańców wsi Wiktorówka z powiatu Brzeżany, województwo tarnopolskie (dziś Wiktoriwka). Część mieszkańców pochodzi ze wsi Jeleśnia, powiat żywiecki.
W latach 1954–1961 wieś należała do gromady Siestrzechowice, po przeniesieniu siedziby gromady do Kopernik i zmianie jej nazwy, była siedzibą władz gromady Koperniki. Po reformie administracji w 1973 r. w gminie Kałków, po jej likwidacji w 1975 r. w gminie Nysa.
We wsi był przystanek kolejowy Koperniki.

## Zabytki
Do wojewódzkiego rejestru zabytków wpisane są:
- kościół par. pw. św. Mikołaja, neogotycki zbudowany w l. 1881–1882 z wnętrzem neogotyckim
  - dawny cmentarz przy kościele, z XIII–XIX w.
  - ogrodzenie z bramami, murowane, z l. 1881–82
- cmentarz parafialny, z k. XIX w.
  - kaplica
  - bramka

inne zabytki:
- pomnik Mikołaja Kopernika.
- pomnik nagrobny z inskrypcją rosyjską i niemiecką – Aleksandra Kołzakowa, porucznika rosyjskiego, który zmarł od rany po bitwie pod Budziszynem w 1813.

## Turystyka
15 lipca 2010, w ramach organizowanego w Prudniku VI Europejskiego Tygodnia Turystyki Rowerowej, w którym wzięli udział rowerzyści z całej Europy, przez Koperniki prowadziła trasa „Szlakiem błogosławionej Marii Luizy Merkert”.